# Sélection des villes hôtes pour les Jeux olympiques de 2024 et 2028
Le processus de sélection de la ville hôte des Jeux olympiques et paralympiques d'été de 2024 débute en 2015. En septembre de cette année-là, cinq villes sont alors candidates pour les organiser. Après le retrait de plusieurs d'entre-elles durant le processus de sélection, seules Paris et Los Angeles restent en lice.
Le CIO décide en 2017 d'attribuer en même temps les Jeux olympiques et paralympiques d'été de 2028 afin de préserver les deux candidatures restantes, jugées solides, annulant ainsi le processus qui devait débuter en 2019. La ville de Los Angeles se positionne pour 2028, tandis que Paris reste concentrée sur 2024.
Les Jeux sont attribués à Paris pour ceux de 2024 et à Los Angeles pour ceux de 2028 le 13 septembre 2017 lors de la 131e session du Comité international olympique à Lima au Pérou.

## Échéancier de sélection
Le calendrier de sélection de la ville hôte est le suivant :
- 15 septembre 2015 : liste des villes candidates
- 23 au 25 septembre 2015 : réunion de lancement de la procédure de candidature olympique avec chaque ville candidate et CNO (par visioconférence)
- 16 octobre 2015 : signature de la procédure de candidature 2024 par la ville et le CNO
- 17 février 2016 : date limite de dépôt par les villes candidates de la partie 1 du dossier de candidature : Vision, concept des Jeux et stratégie
- Juin 2016 : la commission exécutive du CIO confirme le nom des villes candidates qui passent à l’étape suivante
- 5 au 21 août 2016 : programme des observateurs aux Jeux olympiques – Rio de Janeiro
- 7 octobre 2016 : date limite de dépôt par les villes candidates de la partie 2 du dossier de candidature : Gouvernance, aspects juridiques et financement des sites
- Décembre 2016 : la commission exécutive du CIO confirme le nom des villes candidates qui passent à l’étape suivante
- 3 février 2017 : date limite de dépôt par les villes candidates pour la partie 3 du dossier de candidature : Livraison des Jeux, expérience et héritage en termes de sites olympiques
- Mai 2017 : visites de la Commission d'évaluation du CIO[2], présidée par Patrick Baumann, remplaçant de Frankie Fredericks après la démission de ce dernier, dans les deux villes candidates :
  -  10 au 12 mai 2017 à Los Angeles (États-Unis)[3]
  -  14 au 16 mai 2017 à Paris (France)[4]
- 9 juin 2017 : la commission exécutive du CIO vote officiellement le principe de la double attribution des Jeux de 2024 et des Jeux de 2028.
- 5 juillet 2017 : publication du rapport de la commission d’évaluation sur www.olympic.org
- Juillet 2017 : droit de réponse des villes candidates après la publication du rapport de la commission d’évaluation.
- 11 au 12 juillet 2017 : 130e session du Comité international olympique à Lausanne en Suisse. Les villes candidates à l'organisation des Jeux olympiques d'été de 2024 (Paris et Los Angeles) présentent leur projet aux membres du CIO et la décision d'attribuer les Jeux de 2024 et ceux de 2028 est entérinée par les membres.
- 13 septembre 2017 : élection de la ville hôte des Jeux olympiques de 2024 et 2028 lors de la 131e session du CIO à Lima (Pérou)[5],[6]

## Nouvelle procédure de candidature
Thomas Bach annonce dans le cadre de l'agenda olympique 2020, lors de la 127e session du CIO qui s'est déroulée fin 2014 à Monaco, que les candidatures conjointes de deux villes ou deux pays seraient acceptées. La mesure doit permettre au CIO d'enrayer la diminution du nombre de candidatures,. À l'issue du processus de candidature pour les Jeux de 2020, seules trois ont en effet été retenues, soit le nombre le plus faible depuis l'édition de 1988.

## Villes candidates
| Los Angeles Paris |

### Pour 2024:Paris(France)
La ville de Paris, capitale de la France, présente officiellement sa candidature à l'organisation des Jeux olympiques et paralympiques d’été de 2024 le 23 juin 2015.
La ville de Paris a accueilli les Jeux olympiques de 1900 puis de 1924. Les candidatures pour l'organisation des Jeux de 1992, 2008 et 2012 n'ont pas abouti à la désignation de la ville.

### Pour 2028:Los Angeles(États-Unis)

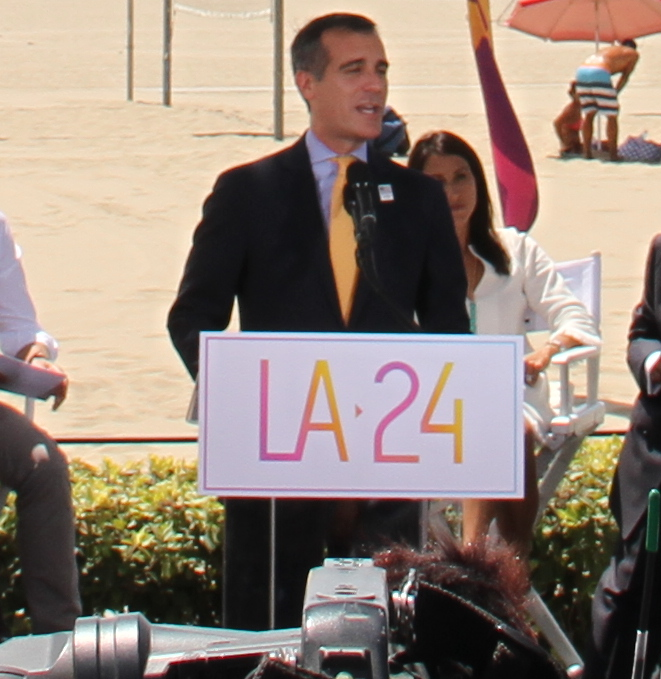
Le maire de Los Angeles Eric Garcetti qui lance la candidature de la ville en 2015.

En 2028, cela fera 32 ans que les États-Unis ont organisé les Jeux olympiques d'été à Atlanta en 1996. New York a été candidate pour organiser les Jeux olympiques d'été de 2012 mais a recueilli moins de suffrages que Madrid, Londres et Paris lors du second tour de scrutin. Chicago a été candidate pour les Jeux de 2016 mais a perdu devant Rio de Janeiro. Les États-Unis n'ont pas présenté de candidature pour les Jeux de 2020. En juillet 2012, le comité olympique américain a exclu de présenter une candidature pour les Jeux olympiques d'hiver de 2022 et de se concentrer sur les Jeux olympiques d'été de 2024 ou les Jeux d'hiver de 2026. Outre les villes listées ci-dessous qui ont lancé une campagne active pour mettre en place une candidature, Chicago,,, New York,, San Diego, et Minneapolis–Saint Paul, ont été mentionnées pour leur intérêt potentiel envers une candidature, mais n'ont pas formellement annoncé leur intention d'explorer cette éventualité.
Le 19 février 2013, le comité olympique américain a envoyé des lettres aux maires de 36 villes afin d'évaluer leur intérêt pour une candidature aux Jeux de 2024. Certaines des villes concernées étaient : Atlanta, Boston, New York, Chicago, Philadelphie, Indianapolis, Austin, San Antonio, Houston, Memphis, Minneapolis, Saint Paul, La Nouvelle-Orléans, Pittsburgh, Jacksonville, Miami, Saint-Louis, San Diego, San Francisco, Sacramento, Seattle, Charlotte, Portland, Phoenix, Columbus, Orlando, Nashville, Rochester, et Tampa.
En avril 2014, le comité olympique américain a annoncé qu'il prévoyait d'établir une présélection de deux à trois villes possibles en juin 2014, le choix final de la ville requérante étant prévu pour la fin de l'année 2014. En juin, ce choix a été restreint par le comité olympique américain à quatre villes : Boston, Los Angeles, San Francisco et Washington.
Le 8 janvier 2015, le comité olympique américain sélectionne initialement Boston comme ville américaine candidate aux jeux. Boston possède un avantage, vu que les États-Unis n'ont plus accueilli les Jeux depuis 1996, mais la population de la ville est plutôt opposées aux Jeux olympiques. Le 27 juillet 2015, le maire de Boston refuse de signer un engagement de sa ville pour garantir les pertes éventuelles du comité d'organisation, entraînant de facto une suspension de la candidature de la ville. Il déclare à ce sujet refuser « d'engager la responsabilité de Boston pour des dépassements de coûts ». Le même jour, le Comité olympique des États-Unis annonce officiellement que la ville renonce à sa candidature. Le CIO se dit cependant confiant quant à un dépôt de dossier de candidature des États-Unis en septembre 2015 et se déclare plutôt enclin à présenter Los Angeles comme ville hôte.
Le comité olympique américain recontacte alors les trois autres villes sélectionnées et affirme sa préférence pour Los Angeles, qui a déjà organisé les Jeux olympiques en 1932 et 1984. La candidature californienne est officialisée par le conseil municipal de la ville le 1er septembre 2015.

Logotype de la candidature de Los Angeles pour 2024.

En juillet 2017, après la décision du CIO d'attribuer simultanément les JO de 2024 et de 2028 entre les deux villes candidates pour 2024, Paris et Los Angeles, cette dernière abandonne sa candidature pour 2024 et se positionne pour 2028, après un accord passé avec le CIO.

Logotype de la candidature de Los Angeles pour 2028.

#### Projet de la ville
Los Angeles a été la ville hôte des Jeux olympiques d'été de 1932 et 1984. Los Angeles a été candidate pour devenir la ville requérante des États-Unis pour les Jeux de 2016, mais le comité olympique américain a choisi Chicago. En septembre 2011, Los Angeles s'est vu attribuer les Jeux olympiques spéciaux de 2015. En novembre 2011, une délégation de Los Angeles a participé à un séminaire organisé au siège du CIO à Lausanne pour les villes intéressées par une candidature à de futurs Jeux olympiques. En février 2012, Los Angeles a accueilli la cinquième conférence du CIO sur les femmes et le sport. Lors de la conférence, le maire de Los Angeles Antonio Villaraigosa et la membre du CIO Anita DeFrantz ont déclaré que la ville désirait accueillir les Jeux pour la troisième fois. Le 17 août 2012, le conseiller Tom LaBonge a annoncé qu'il présenterait une motion qui permettrait de lancer le processus de candidature pour organiser les Jeux olympiques à Los Angeles. La motion demande à mettre en place un comité de Californie du sud pour les Jeux olympiques et d'explorer une future candidature, potentiellement en 2024,. En mars 2013, Villaraigosa a envoyé officiellement une lettre au comité olympique américain annonçant que la ville était intéressée par une candidature aux Jeux de 2024. Le 17 septembre 2013, le L.A. County Board of Supervisors a unanimement approuvé une résolution déclarant l'intérêt pour les Jeux.
Le projet de Los Angeles prévoit un budget de 4,1 milliards de dollars, soit 3,6 milliards d'euros et table sur 4,8 milliards de dollars de recette, notamment grâce aux partenariats, droits TV et billetterie. Le Coliseum, stade qui avait déjà accueilli des épreuves des JO de 1984, serait modernisé avec un budget de 300 millions de dollars. Le Staples Center, le Dodger Stadium et le Rose Bowl seraient également mobilisés.

## Villes ayant retiré leur candidature
Pour 2024, trois autres villes ont été officiellement candidates avant de se retirer durant le processus de sélection.

### Hambourg(Allemagne)

#### Compétition entre Berlin et Hambourg
L'Allemagne annonce officiellement sa candidature aux Jeux olympiques d'été de 2024 le 28 octobre 2014, une décision prise à l'unanimité des membres de la direction du comité olympique allemand.
Les villes de Berlin et de Hambourg se déclarent ensuite candidates pour l’organisation des Jeux olympiques auprès de la confédération olympique et sportive allemande, ceci même si les habitants des deux villes adhèrent peu au projet olympique à l'époque. En décembre 2014, 49 % des habitants de Berlin et 44 % des habitants de Hambourg se déclarent en effet contre la tenue de Jeux olympiques dans leur ville en 2024.
En mars 2015, un nouveau sondage est réalisé afin de déterminer quelle ville sera la plus soutenue par ses habitants. L'adhésion de la population hambourgeoise à la candidature olympique est plus forte qu’à Berlin. 64 % des habitants de Hambourg et sa région sont alors favorables à la candidature de leur ville pour les Jeux olympiques 2024.

#### Le projet hambourgeois
En mars 2015, la candidature allemande est attribuée à la ville de Hambourg. Elle recueille 18 voix, contre 11 à Berlin, et 4 pour une candidature commune. La population de Hambourg doit être consultée lors d'un référendum le 29 novembre 2015 afin de confirmer son adhésion au projet.
En attendant, divers sondages sont réalisés fréquemment. En avril 2015, un sondage de l'Institut Penn Schoen Berland (PSB) dévoile que 77 % des Allemands sont favorables à la candidature de l'Allemagne pour les Jeux olympiques de 2024.
La ville propose un projet qualifié de « compact », à taille humaine, où tout est accessible à pied ou à vélo. Le quartier portuaire de Kleiner Grasbook, une friche industrielle, est choisi pour accueillir les infrastructures olympiques.
En juin 2015, le coût du dossier de candidature de Hambourg représente 15 millions d'euros.
À l'issue du référendum, le non à la candidature l'emporte avec 51,6 %. Le maire de Hambourg et le président du Comité olympique allemand annoncent le retrait de la candidature,.

Logotype de la candidature de Hambourg.

### Rome(Italie)
Après s'être retirée de la course des Jeux de 2020 la veille du verrouillage des candidatures, l'Italie veut retenter sa chance et est la première ville à annoncer officiellement sa candidature pour l'organisation des Jeux olympiques d'été de 2024,. Le Conseil municipal de Rome approuve officiellement cette candidature le 25 juin 2015, à 38 voix contre 6 ; il est suivi par le Comité national olympique italien (CONI) le 2 juillet 2015, avec un vote unanime.
En situation de crise, la candidature romaine prévoit d'utiliser des sites des Jeux de 1960 à Rome. À l'inverse de Hambourg, le dossier de candidature de la capitale italienne prévoit une zone géographique assez large pour accueillir les différentes épreuves. Les villes de Milan, Florence et Naples sont ainsi mobilisées.
Le dossier de candidature est soutenu par plusieurs personnalités du monde du sport, notamment par Luca di Montezemolo (organisateur de la Coupe du monde de football de 1990 et ancien directeur de Ferrari) qui accepte de le conduire.
Élue en juin 2016, la maire de Rome Virginia Raggi, défavorable au projet, décide de retirer la candidature de sa ville le 21 septembre 2016 contre l'avis du gouvernement.

Logotype de la candidature de Rome.

### Budapest(Hongrie)
En juin 2015, le conseil municipal de Budapest vote à 25 voix contre une l'engagement de la capitale hongroise pour les Jeux, qu'elle n'a jamais accueillis, sa dernière candidature datant de 1960. Le projet Budapest 2024 se targue de son « petit budget » prévisionnel (2,4 milliards d'euros). Budapest peut s'appuyer sur les installations qui sont un test grandeur nature avec les championnats du monde de judo et ceux de natation  en 2017.
Le 17 février 2017, la mairie de Budapest a évoqué un possible retrait de la course à l'organisation des JO 2024, alors que des opposants ont annoncé avoir recueilli assez de signatures pour déclencher l'organisation d'un référendum permettant aux citoyens de se prononcer pour ou contre cette candidature.
Le 22 février 2017, les médias officiels annoncent le retrait de Budapest.

Logotype de la candidature de Budapest.

## Villes ayant envisagé une candidature

### Durban(Afrique du Sud)
Après la Coupe du monde de football de 2010, Durban était la candidate sud-africaine la plus probable pour les Jeux olympiques d'été de 2020, avant que l'Afrique du Sud ne retire sa candidature. En août 2012, le comité national olympique sud-africain (Sascoc) a annoncé qu'il avait mis en place une étude de faisabilité pour une candidature aux Jeux de 2024, y compris le choix de la ville la plus appropriée pour une candidature. Lors des Jeux de Sotchi, le ministre sud-africain des sports, Fikile Mibabula, a déclaré que le pays présentera une candidature, qui avait l'accord du président sud-africain. Toutefois, peu de temps après, le ministre déclare la candidature comme « irréaliste », vu que l'Afrique du Sud devrait accueillir les Jeux du Commonwealth 2022.

### Berlin(Allemagne)
Les villes allemandes de Berlin et Hambourg envisagent d'accueillir les Jeux olympiques de 2024. Les mouvements NOlympia et (N)Olympia-Hamburg, soutenus entre autres par le parti Die Linke, s'opposent au projet. Selon les sondages organisés dans les deux villes, la population de Hambourg est plus favorable à l'organisation des Jeux. Le projet berlinois s'appuie sur des infrastructures existantes dispersées à travers la ville, comme le stade olympique, le Friedrich-Ludwig-Jahn-Sportpark et la Max-Schmeling-Halle. Le village olympique doit être construit sur le site de l'aéroport de Berlin-Tegel après sa fermeture et son remplacement par le futur aéroport de Berlin-Brandenburg. Il est prévu que les bâtiments du village servent ensuite de logements sociaux,. En mars 2015, la DOSB approuve la candidature de Hambourg.

### Melbourne(Australie)
Melbourne a déjà organisé les Jeux olympiques en 1956. Cela aurait donc la deuxième fois que la ville australienne organiserait les Jeux et la troisième fois pour l'Australie, après les Jeux olympiques d'été de 2000 à Sydney.

### Bakou(Azerbaïdjan)
Bakou a organisé avec succès les premiers Jeux européens et envisageait de présenter sa candidature.

### Toronto(Canada)
Les derniers Jeux d'été organisés au Canada datent de 1976, à Montréal. Cette fois-ci, le pays a décidé de miser sur une ville différente : Toronto. Le 25 juillet 2015, le président du Comité olympique canadien, Marcel Aubut annonce en effet lors des jeux Panaméricains à la télévision publique d'ICI Radio-Canada Télé que le COC déposera la candidature de la métropole canadienne aux JO de 2024. Ce sera la 3e candidature de la ville de Toronto, après les échecs de 2004 et de 2008. L'ancien maire de Toronto, Rob Ford avait refusé la candidature de sa ville à cause du coût  trop élevé d'une candidature. La conjoncture étant plus favorable en 2015, avec l'arrivée d'un nouveau maire, John Tory et du succès des Jeux panaméricains de 2015. John Tory annonce finalement le 15 septembre 2015 que la ville renonce à postuler pour ces Jeux.

### Washington(États-Unis)[57]
Le 5 août 2012, il a été annoncé que Dan Knise, président et CEO de la Washington-Baltimore 2012 Regional Coalition, qui a été candidate, sans succès, pour les Jeux olympiques de 2012 qui ont été gagnés par Londres, était en train d'évaluer le niveau d'intérêt pour une candidature conjointe de Washington et Baltimore pour les Jeux olympiques de 2024. Selon le Baltimore Sun, Knise estime « qu'il y a une petite étincelle » pour une autre tentative visant à créer une candidature. Le Sun citait aussi John Moag Jr., un ancien président de la Maryland Stadium Authority, estimant que la zone de Baltimore - Washington « a la plus grande infrastructure sportive groupée dans un rayon de 40 miles »,. Le 27 août 2013, Bob Sweeney, président du groupe a but non lucratif D.C. 2024, a annoncé que le groupe mettra en place une candidature pour que Washington accueille les Jeux olympiques d'été de 2024. DC 2024 s'enorgueillit que Washington a « davantage d'installations sportives dans un rayon de 40 miles qu'aucune autre ville des États-Unis » et « plus de 100 000 chambres d'hôtel ». Sweeney a dit que les épreuves s'étendraient de Baltimore à Richmond, mais seraient principalement concentrées autour de Washington.

Logo de la candidature de Washington.

### Boston(États-Unis)[63]

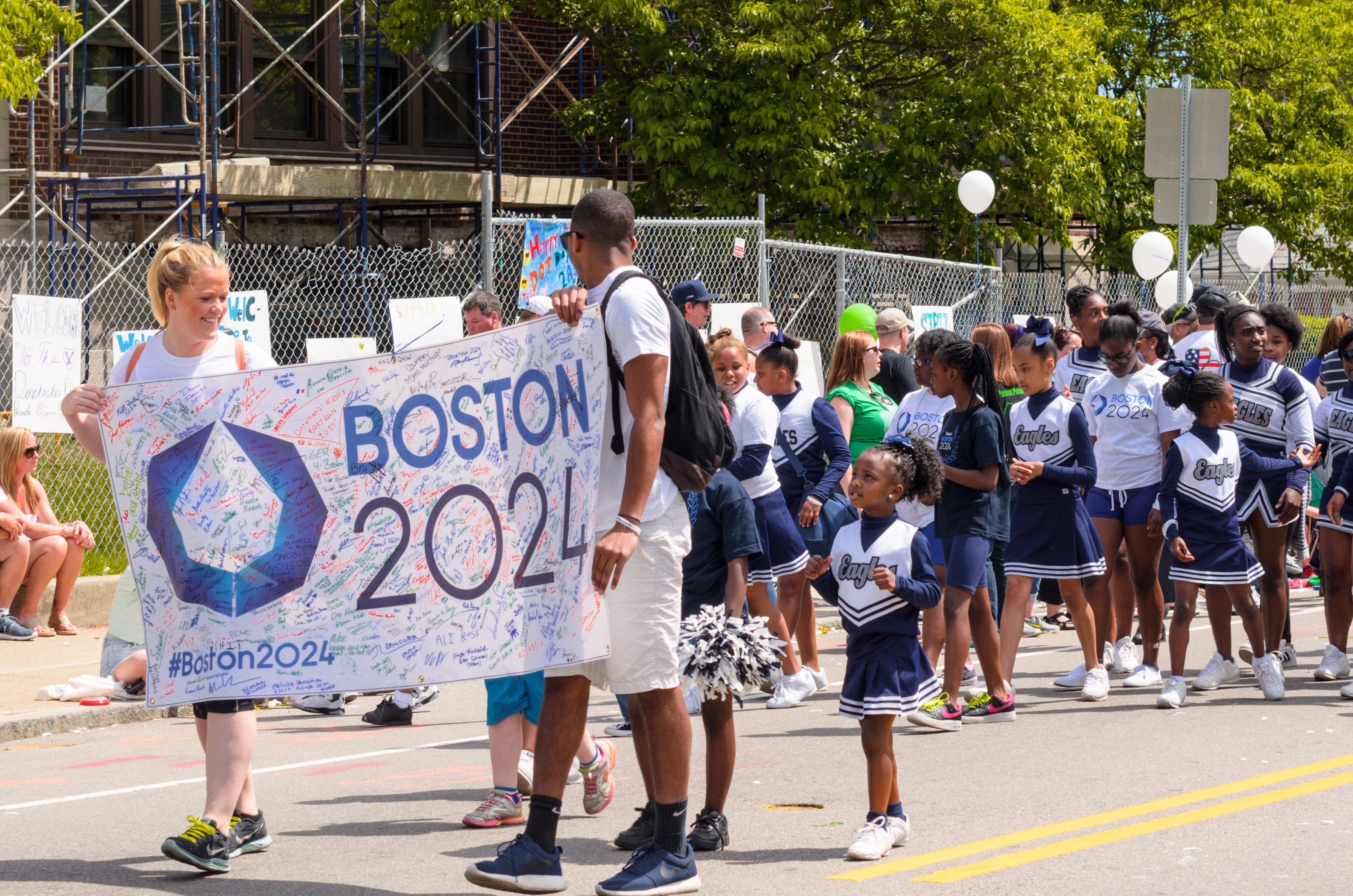
Parade en soutien de la potentielle candidature de Boston en 2015.

Le 7 mai 2013, une réunion s'est tenue au sujet des chances de Boston et de la Nouvelle-Angleterre d'accueillir les Jeux olympiques en 2024. Un groupe important de dirigeants et de politiciens soutient la candidature. Les sites des épreuves pourraient comprendre le TD Garden, Fenway Park, le Gillette Stadium, l'Agganis Arena, le Dunkin' Donuts Center, et la Verizon Wireless Arena. D'autres villes à travers la Nouvelle-Angleterre pourraient participer à la candidature en accueillant certaines épreuves comme Manchester (New Hampshire), Portland et Providence. Le comité pour amener les Jeux à Boston a déclaré qu'il utiliserait la Nouvelle-Angleterre et la zone urbaine de Boston pour accueillir les épreuves. Le comité pour Boston 2024 a un site internet officiel, un compte Twitter, et une page Facebook. Le 31 juillet 2013 le Massachusetts Senate a passé une loi qui permettrait à Boston de financer les études pour accueillir les Jeux de 2024. Elle a été envoyée à la Chambre des représentants du Massachusetts. Un groupe de dirigeants de la ville (qui comprend l'ancien président du comité d'organisation des Jeux olympiques d'hiver de 2002, ancien gouverneur du Massachusetts et ancien candidat à la présidence des États-Unis Mitt Romney) fait à présent partie du comité pour les Jeux Boston 2024. Les autres dirigeants comprennent le propriétaire des Patriots de la Nouvelle-Angleterre Robert Kraft. En octobre, Deval Patrick a signé une loi pour permettre au groupe d'examiner la candidature. La ville de Boston devrait construire un Stade olympique qui devrait avoir une capacité d'au moins 80 000 spectateurs. En revanche Boston a beaucoup d'autres sites et stades pour accueillir la plupart des autres épreuves. Le 14 janvier 2014, le comité olympique de Boston a organisé une audience sur la sécurité des Jeux à Boston. L'ancien chef de la police de Boston Ed Davis y assistait pour parler de la sécurité, si Boston devait accueillir les Jeux.
Au printemps 2015, Boston renonce à sa candidature en raison du manque de soutien de la population.

Logo de la candidature de Boston

### San Francisco(États-Unis)
San Francisco explore une nouvelle candidature après avoir déjà fait des démarches pour les jeux de 2012 et 2016. Il a été annoncé que si San Francisco était candidate, son plan s'étendrait probablement à Sacramento pour contribuer à remplir les besoins en installations sportives, notamment pour les sports en salle,,. La présidence de candidature, menée par Larry Baer (en) président des Giants de San Francisco estiment le coût d’organisation à 3,6 milliards d'euros. Le projet est affaibli par l'éloignement entre les potentiels sites d'épreuves et l'aménagement d’un nouveau stade temporaire. Le comité olympique américain annonce  début 2015 que San Fransisco ne sera pas la ville candidate américaine pour ces Jeux.

Logo de la candidature de San Francisco.

### Nairobi(Kenya)
Le Kenya aurait envisagé une candidature pour les Jeux de 2024, mais a finalement renoncé et pourrait souhaiter accueillir les Jeux en 2032.

### Casablanca(Maroc)
La candidature marocaine voulait s'appuyer sur son futur stade de 80 000 places à Casablanca pour les Jeux de 2024 ou 2028.

### Doha(Qatar)
Une candidature de Doha était dans les esprits de la direction de l'olympisme qatarien dès 2015. Avec deux tentatives à leur actif, pour les Jeux de 2016 et de 2020 le Qatar voulait une nouvelle fois se lancer dans la sélection de ville hôte. Après avoir été nommé comme ville d'organisation de la Coupe du monde de football 2022 et des championnats du monde d'athlétisme en 2019, le pays voulait promouvoir sa capacité à organiser des évènements sportifs d'ordre international. Sheik Saoud Bin Abdulrahman Al Thani, responsable de la candidature explique que celle-ci sera inévitable mais pourra être pour l'organisation des jeux de 2024, 2028 ou 2032. Pour des raisons inconnues, le territoire ne candidatera pas pour cette double attribution et se dirigera vers une hypothétique candidature en 2032 laissant ainsi au pays le temps de faire ses preuves.

### Istanbul(Turquie)
En novembre 2013, Hasan Arat, qui était à la tête de la candidature olympique d'Istanbul 2020, a promis que la campagne visant à amener les Jeux Olympiques en Turquie se poursuivrait et que la prochaine candidature serait la plus forte jamais réalisée : « Nous sommes désormais mieux équipés et majeurs. événements sportifs et nous avons une meilleure compréhension des Jeux Olympiques. » Istanbul avait perdu sa candidature pour les Jeux de 2000, 2008 et 2020 au profit de Sydney, Pékin et Tokyo respectivement, et avait également postulé pour les Jeux olympiques d'été de 2004 et 2012, mais n'avait pas réussi à devenir candidate à chaque fois. La ville d'Istanbul après de nombreux échecs, se déclare candidate le 19 août 2014. Toutefois, la ville turque renonce et se tourner vers une candidature pour organiser l'Euro de football 2024.

### New Delhi(Inde)
Une candidature indienne aurait été envisagée mais Thomas Bach, président du CIO, déclara qu'elle serait prématurée. L'enjeu pour l'Inde était de figurer sur la scène sportive mondiale et d'effacer l'image des Jeux du Commonwealth 2010, dont les nombreux défauts organisationnels furent très critiqués.

## Votes

### JO 2024
| Résultats du choix de la ville hôte pour les JO de 2024 | Résultats du choix de la ville hôte pour les JO de 2024 | Résultats du choix de la ville hôte pour les JO de 2024 | Résultats du choix de la ville hôte pour les JO de 2024 |
| Ville candidate                                         | Pays                                                    | Voix                                                    |                                                         |
| ------------------------------------------------------- | ------------------------------------------------------- | ------------------------------------------------------- | ------------------------------------------------------- |
| Paris                                                   | France                                                  | Unanimité                                               |                                                         |

### JO 2028
| Résultats du choix de la ville hôte pour les JO de 2028 | Résultats du choix de la ville hôte pour les JO de 2028 | Résultats du choix de la ville hôte pour les JO de 2028 | Résultats du choix de la ville hôte pour les JO de 2028 |
| Ville candidate                                         | Pays                                                    | Voix                                                    |                                                         |
| ------------------------------------------------------- | ------------------------------------------------------- | ------------------------------------------------------- | ------------------------------------------------------- |
| Los Angeles                                             | États-Unis                                              | Unanimité                                               |                                                         |